# Thysanostemon
Thysanostemon es un género  de plantas con flor en la familia Clusiaceae.

## Taxonomía
El género fue descrito por Bassett Maguire y publicado en Memoirs of The New York Botanical Garden 10(5): 132. 1964. La especie tipo es: Thysanostemon pakaraimae Maguire	

## Especies
- Thysanostemon fanshawei Maguire
- Thysanostemon pakaraimae Maguire